# 九龍巴士11D線
九龍巴士11D線是香港一條來往樂富和觀塘碼頭的巴士路線。

## 歷史
- 1968年4月20日：本線投入服務，以取代六七暴動時停駛的2C及第一代11D的原有部份路段，初期來往老虎岩（其後改稱樂富）至觀塘碼頭，樂富總站位於聯合道與杏林街交界。
- 1984年7月22日：樂富總站遷往樂富廣場巴士總站。
- 1988年9月27日：往樂富方向不再直接由觀塘碼頭總站駛入開源道北行，改為繞經偉業街、敬業街及成業街，以配合當局在觀塘工業區實行新交通管理措施。
- 1999年10月19日：增派空調巴士行走。
- 2006年11月5日：因開源道整條改為南行單程路，取消此路線往樂富方向於平日07:00-09:30、17:00後及星期日及公眾假期全日繞經成業街及開源道之安排，所有班次須取道茶果嶺道前往鯉魚門道。
- 2011年8月24日：加強空調巴士服務，增加一輛單層空調巴士，令行走的空調巴士數目增至三輛。
- 2011年10月31日：九巴再次加強11D線的空調巴士服務，行走的空調巴士數目增加至四部。
- 2012年4月12日：改為全空調服務[1]。
- 2015年9月5日：增設到站時間預報。[2]
- 2017年7月18日：因應清拆橫跨太子道東的K9高架道路，往觀塘碼頭方向的采頤花園站遷移至景泰街站位置，該站於同年十月底改稱景泰街。
- 2019年3月1日：因應太子道東近景泰苑進行道路工程，往觀塘方向「景泰街」站再臨時遷至近彩虹邨的「采頤花園」站。[3][4]
- 2019年10月4日：往觀塘方向臨時恢復「景泰街」站及增設「彩虹邨」站。[5]
- 2021年7月1日：「采頤花園」站移至四美街與太子道東交界的原位置，往觀塘方向恢復「采頤花園」站，取消「景泰街」站及「彩虹邨」站。[6]
- 2025年2月17日：由樂富開出之頭班車時間由05:40提早至05:30。

## 服務時間及班次
| 樂富開           | 樂富開      | 樂富開       | 觀塘碼頭開       | 觀塘碼頭開  | 觀塘碼頭開   |
| 日期             | 服務時間    | 班次（分鐘） | 日期             | 服務時間    | 班次（分鐘） |
| ---------------- | ----------- | ------------ | ---------------- | ----------- | ------------ |
| 星期一至五       | 05:40       | 05:40        | 星期一至五       | 06:10-06:50 | 20           |
| 星期一至五       | 06:10-07:00 | 25           | 星期一至五       | 07:05       | 07:05        |
| 星期一至五       | 07:00-08:20 | 20           | 星期一至五       | 07:25-08:45 | 20           |
| 星期一至五       | 08:35       | 08:35        | 星期一至五       | 08:45-09:10 | 25           |
| 星期一至五       | 08:55-09:55 | 20           | 星期一至五       | 09;10-15:40 | 30           |
| 星期一至五       | 09:55-16:10 | 25           | 星期一至五       | 15:40-17:20 | 25           |
| 星期一至五       | 16:10-16:50 | 20           | 星期一至五       | 17:20-17:40 | 20           |
| 星期一至五       | 16:50-18:30 | 25           | 星期一至五       | 17:40-18:25 | 15           |
| 星期一至五       | 18:30-00:00 | 30           | 星期一至五       | 18:25-19:05 | 20           |
|                  |             |              | 星期一至五       | 19:05-21:10 | 25           |
| 21:10-00:10      | 30          |              | 星期一至五       |             |              |
| 00:10-00:35      | 25          |              | 星期一至五       |             |              |
| 星期六           | 05:40-11:10 | 30           | 星期六           | 06:10-11:10 | 30           |
| 星期六           | 11:10-19:30 | 25           | 星期六           | 11:10-17:25 | 25           |
| 星期六           | 19:30-00:00 | 30           | 星期六           | 17:25-18:55 | 20/25        |
|                  |             |              | 星期六           | 18:55-19:45 | 25           |
| 19:45-23:45      | 30          |              | 星期六           |             |              |
| 23:45-00:35      | 25          |              | 星期六           |             |              |
| 星期日及公眾假期 | 05:40-11:10 | 30           | 星期日及公眾假期 | 06:10-11:40 | 30           |
| 星期日及公眾假期 | 11:10-12:00 | 25           | 星期日及公眾假期 | 11:40-12:05 | 25           |
| 星期日及公眾假期 | 12:00-00:00 | 30           | 星期日及公眾假期 | 12:05-00:35 | 30           |

## 收費
全程：$5.8
| - 本線設有12歲以下小童及65歲或以上長者半價優惠。 - 65歲或以上香港居民使用「樂悠咭」，以及12歲以下合資格殘疾兒童使用「殘疾人士身份」個人八達通繳付車資，均可享有每程$2.0或半價（以較低者為準）的票價優惠；12至64歲合資格殘疾人士使用「殘疾人士身份」個人八達通（包括「樂悠咭」），以及60至64歲香港居民使用「樂悠咭」繳付車資，均可享有每程$2.0或全費（以較低者為準）的票價優惠。 - 65歲或以上長者如使用長者或一般個人八達通繳付車資，則只可享有半價優惠；12至64歲合資格殘疾人士如不使用「殘疾人士身份」個人八達通，以及60至64歲人士如不使用「樂悠咭」繳付車資，必須繳付全費。 - 乘客可以現金或八達通於上車時付款，不設找續。 - 每位成人乘客可免費攜帶最多兩名4歲以下而不佔座位的兒童乘客乘車，超額之4歲以下小童必須繳付小童車費乘車。 - 持有「九巴月票」之乘客在車票有效期內，每日可享最多10程任何九龍巴士及龍運巴士路線（包括本路線，以及聯營路線的九龍巴士／龍運巴士提供的班次；惟乘搭機場「A」及「NA」線則可享原價二七折優惠（不會計算每天10次合資格車程））；而B1線則每日可享最多各2程（不會計算每天10次合資格車程）。 - 九龍巴士、城巴、龍運巴士及陽光巴士全職員工及家屬（不包括外判職員）可免費乘搭本路線，惟必須拍職員或職員家屬八達通。 - 乘客亦可透過多元化電子支付系統（e度嘟）繳付車資，包括使用非接觸式VISA卡、JCB卡、萬事達卡、銀聯卡、美國運通、大來國際、Discover Card、Apple Pay、Google Pay、Samsung Pay、AlipayHK「易乘碼」、支付寶、WeChatHK／微信支付「搭車碼」、銀聯雲閃付「乘車碼」及BOC Pay「乘車碼」。乘客使用此付款方式，使用此支付方式的乘客可享有中途下車之分段收費，以及與其他九巴／龍運獨營路線或聯營線九巴／龍運班次之轉乘優惠，惟不適用於與非九巴／龍運路線之轉乘優惠，亦不能享有「公共交通費用補貼計劃」及「長者及合資格殘疾人士公共交通票價優惠計劃」。 |

### 八達通轉乘優惠計劃
11D←→2A/6D
- 2A往樂華或6D往牛頭角 → 11D往觀塘碼頭，次程車資全免
- 11D往樂富 → 2A或6D往美孚，回贈首程車資

11D←→5M
- 5M往九龍灣站 → 11D往樂富，次程可享$4.2優惠
- 11D往觀塘碼頭 → 5M往啟德，次程車資全免

11D←→98、98A、296A，次程可享$4.2優惠
- 98、98A或296A往牛頭角站→11D往樂富
- 11D往觀塘碼頭 → 98、98A或296A往將軍澳

11D←→108
- 108往啟業→ 11D往觀塘碼頭，次程車資全免
- 11D往樂富 → 108往寶馬山，回贈首程車資

## 使用車輛
現時本線使用2輛富豪B9TL 12米（AVBWU）、1輛富豪B7RLE 12米（AVC）、2輛比亞迪B12A 12米（BEB）
| 車隊編號 | 車牌   |
| -------- | ------ |
| AVBWU86  | PV7987 |
| AVBWU265 | RJ5671 |
| AVC40    | PK 406 |
| BEB6     | XZ9932 |
| BEB15    | YA 810 |

## 行車路線

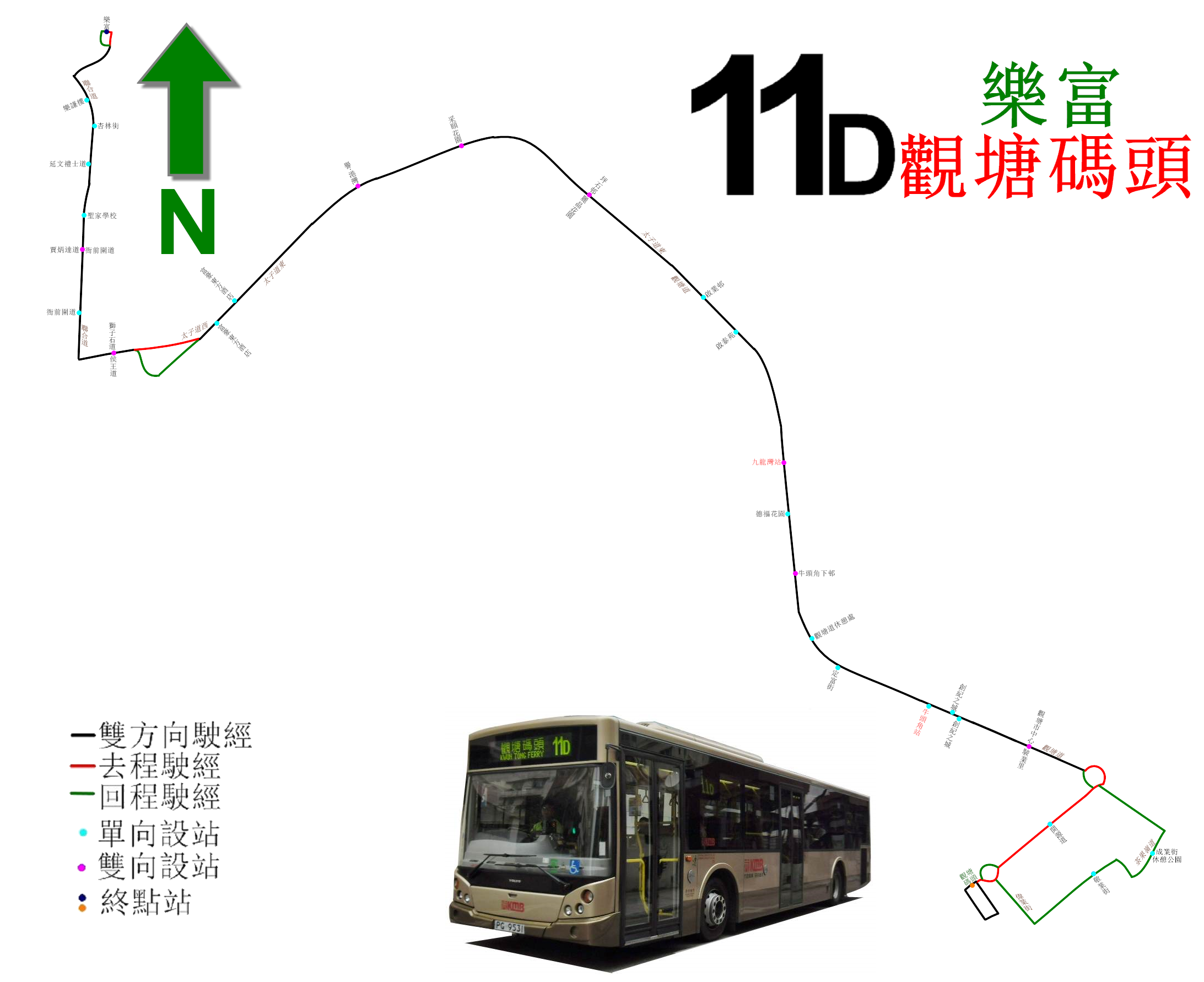
11D線的走線圖

樂富開經：橫頭磡東道、聯合道、太子道西、太子道東、觀塘道、開源道及觀塘碼頭通道。
觀塘碼頭開經：偉業街、敬業街、茶果嶺道、鯉魚門道、觀塘道、太子道東、太子道西、聯合道、橫頭磡東道及橫頭磡南道。

### 沿線車站
| 樂富開 | 樂富開                           | 樂富開           | 觀塘碼頭開 | 觀塘碼頭開                       | 觀塘碼頭開       |
| 序號   | 車站名稱                         | 位置             | 序號       | 車站名稱                         | 位置             |
| ------ | -------------------------------- | ---------------- | ---------- | -------------------------------- | ---------------- |
| 1      | 樂富巴士總站                     | 樂富巴士總站     | 1          | 觀塘碼頭巴士總站                 | 觀塘碼頭巴士總站 |
| 2      | 杏林街                           | 聯合道           | 2          | 敬業街                           | 敬業街           |
| 3      | 嘉諾撒聖家學校                   | 聯合道           | 3          | 成業街休憩公園                   | 茶果嶺道         |
| 4      | 衙前圍道                         | 聯合道           | 4          | 駿業里（C5）                     | 觀塘道           |
| 5      | 獅子石道                         | 太子道西         | 5          | 觀塘轉車站－創紀之城（B8）       | 觀塘道           |
| 6      | 九龍城轉車站－富豪東方酒店（A7） | 太子道東         | 6          | 觀塘轉車站－牛頭角站（A1）       | 觀塘道           |
| 7      | 譽‧港灣                          | 太子道東         | 7          | 定富街                           | 觀塘道           |
| 8      | 采頤花園                         | 太子道東         | 8          | 牛頭角下邨                       | 觀塘道           |
| 9      | 坪石邨                           | 太子道東         | 9          | 德福花園                         | 觀塘道           |
| 10     | 啟業邨                           | 觀塘道           | 10         | 九龍灣站                         | 觀塘道           |
| 11     | 九龍灣站（東九文化中心）         | 觀塘道           | 11         | 啟泰苑                           | 觀塘道           |
| 12     | 牛頭角下邨                       | 觀塘道           | 12         | 麗晶花園                         | 太子道東         |
| 13     | 觀塘道休憩處                     | 觀塘道           | 13         | 采頤花園                         | 太子道東         |
| 14     | 創紀之城（U6）                   | 觀塘道           | 14         | 譽‧港灣                          | 太子道東         |
| 15     | 觀塘轉車站－觀塘市中心（T1）     | 觀塘道           | 15         | 九龍城轉車站－富豪東方酒店（B3） | 太子道西         |
| 16     | 開源道                           | 開源道           | 16         | 侯王道                           | 太子道西         |
| 17     | 觀塘碼頭巴士總站                 | 觀塘碼頭巴士總站 | 17         | 衙前圍道                         | 聯合道           |
|        |                                  |                  | 18         | 賈炳達道                         | 聯合道           |
| 19     | 延文禮士道                       |                  |            |                                  | 聯合道           |
| 20     | 樂富邨樂謙樓                     |                  |            |                                  | 聯合道           |
| 21     | 樂富巴士總站                     | 樂富巴士總站     |            |                                  |                  |

## 客量
由於11D線與港鐵觀塘線重疊，而且於太子道東及觀塘道與大量路線重疊，只餘下聯合道為獨市位，故客量偏低。
根據2015-2016年度巴士路線發展計劃中的資料顯示，此路線最繁忙一小時內的載客率為64%；非繁忙時間則為23%，非繁忙時間載客率偏低。每日上下午繁忙時間的乘客量約為870人次，非繁忙時間則約3400人次。

## 外部連結
- 九巴11D線官方網站路線資料 （页面存档备份，存于）